# Monteleone Sabino
Monteleone Sabino es un municipio de 1257 habitantes de la provincia de Rieti. Se ubica en la región del Lacio a unos 45 km al noreste de Roma y a unos 20 km de Rieti. Tiene un área de 18,8 km²
La municipalidad de Monteleone Sabino tiene en su jurisdicción la fracción de Ginestra Sabina y colinda con las localidades de Frasso Sabino, Poggio Moiano, Poggio San Lorenzo, Rocca Sinibalda, Torricella in Sabina.

## Principales lugares de interés
- Trebula Mutuesca: ruinas de la antigua ciudad sabina y luego romana con capitolium y anfiteatro.
- Santuario de Santa Victoria (Santuario di Santa Vittoria): santuario románico de los siglos XI y XII, sobre un templo romano del siglo III.[4]

## Evolución demográfica
| Gráfica de evolución demográfica de Monteleone Sabino entre 1861 y 2001 |
|                                                                         |
| Datos de ISTAT - Gráfica elaborada por Wikipedia                        |

## Ciudades hermanadas
Monteleone Sabino está hermanado con:
- Santa Vittoria in Matenano, Italia
- La localidad de Monteleone Sabino forma parte de la XX Comunidad Montana de los Montes Sabinos.

## Personajes ilustres de Monteleone Sabino
- Santa Vittoria (Roma, 230 - Trebula Mutuesca, 253)

## Gastronomía
- Plato típico: fettuccine alla trebulana.
- Dulce típico: ciambelletto all'anice.
- Producción de Aceite de Oliva DOP.